# Leonard Nimoy
Leonard Simon Nimoy (Boston, Massachusetts, 1931. március 26. – Los Angeles, Kalifornia, 2015. február 27.) amerikai színész, filmrendező, énekes, költő és fotóművész. Leginkább a Star Trek-beli Spock szerepéről ismert; a szerepet először az 1966 és 1969 között futó eredeti Star Trek-sorozatban, majd 1979 és 2013 között nyolc mozifilmben alakította.
Nimoy huszonévesen kezdte pályafutását, az 1950-es években színészeket tanított Hollywoodban és kisebb szerepeket játszott mozi- és tévéfilmekben. Első főszerepét 1952-ben, a Kid Monk Baroni című filmben játszotta. Még ugyanebben az évben játszott először földönkívülit, egy Narab nevű marslakót a Zombies of the Stratosphere című filmben.
1965-ben kapta meg Spock szerepét, melyet először a The Cage című epizódban játszott. A sorozat nyitóepizódjának szánt epizódot a tévécsatorna elutasította, az ez után leforgatott résszel azonban a sorozat 1966-ban mégis elindult. Nimoy a sorozat 1969-es befejezéséig minden epizódban szerepelt. A sorozat, és különösen Spock jelentős hírnévre és kulturális jelentőségre tett szert, Nimoyt háromszor jelölték érte Emmy-díjra, a TV Guide pedig az 50 legjobb tévés szereplő közé sorolta. A sorozat befejezése után Nimoy a Mission: Impossible sorozat két évadában szerepelt, emellett számos filmben és televíziós sorozatban is megjelent, feltűnt dokumentumfilmek narrátoraként, és a színpadra is visszatért. Az 1973–74-ben futott, egy évadot megélt Star Trek-rajzfilmsorozatban a hangját kölcsönözte Spocknak; élőszereplős filmben 1979-ben alakította ismét, a Star Trek világában játszódó első mozifilmben, a Star Trek: Csillagösvényben, amelyet öt további mozifilm követett. A Star Trekhez fűződik mozifilmes rendezői debütálása is, a harmadik filmet ő rendezte, a negyediknek pedig a történetét is ő írta. Négy további, nem Star Trek-film rendezése után visszavonult a rendezői pályától.
A 2000-es évek elejéig főleg televíziós szerepekben és narrátorként jelent meg (1991-ben Spock szerepét is felelevenítette a Star Trek: Az új nemzedék című, új Star Trek-sorozat Unification című dupla epizódjában, 1995-ben pedig a Végtelen határoknak egy epizódjában tűnt fel, amelyet a fia, Adam rendezett). Ezután nagyrészt a fényképezésnek szentelte életét, három fényképalbuma jelent meg. 2009-ben tért vissza a mozivászonra, hogy az újrainduló Star Trek mozifilm-sorozat első, Star Trek című részében az idős Spockot alakítsa; egyben rengeteg javaslattal segítette a fiatal Spockot alakító Zachary Quintót. A film 2013-as folytatása, a Star Trek – Sötétségben volt utolsó filmszerepe.
Spock alakjával pályafutása nagy része alatt azonosították; az 1960-as évek második felében befutott, rövid életű énekesi karrierje is két sci-fi témájú albummal indult. 1975-ben megjelent I Am Not Spock („Nem vagyok Spock”) című önéletrajzát sok rajongó úgy értelmezte, tiltakozik a beskatulyázás ellen és nem akarja, hogy továbbra is Spockkal azonosítsák. Maga Nimoy azt mondta, csak tisztázni akarta a különbségeket saját maga és Spock között, de mindig élvezte a szerepet. A félreértések tisztázására írta meg húsz évvel később I Am Spock („Spock vagyok”, 1995) című életrajzát. Nimoy 1985-ben csillagot kapott a Hollywood Walk of Fame-en.

## Pályájának kezdete
Nimoy Bostonban született ukrán származású zsidó szülők gyermekeként. Nyolcéves kora óta játszott színdarabokban, filmszerepben húszéves korában, 1951-ben tűnt fel először, a Queen for a Day című filmben. 1952-ben kapta első főszerepét, a Kid Monk Baroniban.

## Star Trek: a világhír
1964-ben kapta meg a félig ember, félig vulcani Csillagflotta-tiszt, Mr. Spock szerepét a Star Trekben. A sorozat 1966 és 1969 között futott, ezalatt Nimoyt háromszor jelölték Emmy-díjra.

## A Star Trek után
A Star Trek tévésorozat vége után Nimoy egy kémet (Paris) alakított a Mission: Impossible című sorozatban, mely 1969 és 1971 között ment, majd egy western következett, a Catlow, melyben Yul Brynnerrel szerepelt együtt. 1973-ban rövid időre újra Mr. Spock lett, bár ezúttal csak a hangjára volt szükség, a Star Trek folytatásaként készült rajzfilmsorozatnak azonban hamarosan vége szakadt. Ezenkívül több filmben is szerepelt, a színpadon is sikereket aratott többek között a Hegedűs a háztetőn, A király és én és a Sherlock Holmes, Tennessee Williams: A vágy villamosa, Macska a forró bádogtetőn, Loewe: My Fair Lady, Shaffer: Equus, Kesey: Száll a kakukk fészkére, Bart: Olivér! című darabjában. A Vincent című egyszemélyes darabot Vincent van Gogh levelei alapján írta Nimoy és évekig játszotta színpadon nagy sikerrel.
Egy különleges jelenségekkel foglalkozó műsor házigazdája és narrátora is volt (In Search Of…). Lemezei is jelentek meg, melyeken Star Trekkel kapcsolatos dalokat és népszerű dalok feldolgozásait énekelte.
Számos sikere ellenére az emberek még mindig legsikeresebb szerepével azonosították, amivel ő egyre kevésbé volt kibékülve. 1977-ben megjelent önéletrajzi írása, az I Am Not Spock (Nem vagyok Spock), amit rajongói értetlenül fogadtak. Ezzel némileg ellentétben állt, hogy ekkor már készülődött a szerep felújítására egy tervezett új Star Trek-sorozatban, melyet végül is nem forgattak le, helyette a Star Trek megjelent a mozivásznon. 1979-ben, a Csillagösvény (Star Trek: The Motion Picture) című filmben Spock, miután megpróbál szakítani csillagflottás múltjával, végül visszatér az Enterprise fedélzetére. 1982-ben, mintegy kísérletképpen arra, hogy végleg leszámoljon a szereppel, Spock a Star Trek II: Khan haragja című filmben hősi halált hal. Nimoy később megbánta a döntést, és a Star Trek III: Spock nyomában című filmben Spock feltámad. Ez az első mozifilm, amelyet Nimoy rendezett. A következő Star Trek filmet szintén ő rendezte, aztán átengedte a helyet William Shatnernek.
1982-ben Emmy-díjat kapott egy Golda Meirről szóló filmben, mint legjobb mellékszereplő, 1987-ben pedig ő rendezte a Három férfi és egy bébi című filmet (a hasonló című francia vígjáték amerikai feldolgozását). Ezt leszámítva a nyolcvanas évek is a Star Trek jegyében teltek, Nimoy szerepelt mind a hat filmben, mely az első Enterprise űrhajó legénységéről szólt (a hetedikre is felkérték, de visszautasította, mivel ebben már nem fontos szerepet játszott volna, jóformán csak a nevét használták volna reklámként). Emellett a Star Trek: Az új nemzedék két epizódjában is vendégszerepelt.
1991-ben készült el a Soha ne felejts (Never Forget) című filmje, amelyben egy magyarországi (munkácsi) származású zsidó férfit alakít, aki túlélte a koncentrációs tábort és Amerikában harcolni kényszerült a törvény előtt a holokauszt-tagadókkal. A film megtörtént eseményt dolgoz fel.
Jelentősebb szerepei még: a Marco Polo című minisorozatban Achmet, a Hemingway írásából készült Sun Also Rises, a bibliai témájú David, amelyben Sámuel prófétát játssza.
1995-ben megjelent második önéletrajza, az I Am Spock (Én vagyok Spock), melyben megbékél azzal, hogy Spockkal azonosítják, és rájön, mennyire az élete részévé vált a szerep.
Nimoy aktív szerepet vállal a zsidó közösség életében, a reformjudaizmus híve. Kétszer nősült, első felesége Sandi Zober színésznő (1954-től 1987-es válásukig), a második pedig Susan Bay (1988-tól). Első házasságából két gyermeke született, Julie és Adam, aki filmrendezőként apja nyomdokaiba lépett.
2002 szeptemberében Nimoy bejelentette, hogy visszavonul a filmiparból.
2009-ben újra visszatért a vászonra: ő játszotta az idős Spockot a Star Trek XI. filmben és néhány epizódot vállalt A rejtély (Fringe) című sorozatban is.
2013-ban még elvállalja Spock (idős) szerepét a Star Trek Sötétségben.
(Szinkronszínészi) szerepet vállalt az 1986-os egész estés animációs Transformers-rajzfilmben, valamint a 2011-es Transformers 3.-ban, utóbbiban (Sean Connery-val együtt) Sentinel fővezér megformálásában vett részt.

### Halála
2015. február 27-én hunyt el hosszú betegség után. Krónikus obstruktív légúti betegségben szenvedett, amit saját bevallása szerint korábbi dohányzása okozott. Utolsó twitter üzenete a rajongóknak következő volt: "A life is like a garden. Perfect moments can be had, but not preserved, except in memory. LLAP — Leonard Nimoy (@TheRealNimoy) February 23, 2015" – "Az élet olyan, mint egy kert. Lehetnek tökéletes pillanatai, de nem maradnak meg, kivéve az emlékezetben. (LLAP) Hosszú és eredményes életet."

## Filmográfia
- 2013 – Sötétségben – Star Trek ... idős Spock
- 2012 – Zambézia (Zambezia) (szinkronhang)
- 2012 – Agymenők sorozat ... Mr. Spock
- 2011 – Transformers 3. ... Sentinel Prime (szinkronhang)
- 2009-2012 – A rejtély sorozat ... Dr. William Bell
- 2009 – Az elveszettek földje ... The Zarn (szinkronhang)
- 2009 – Star Trek ... idős Spock
- 2005 – A gyűrűk fura rajongói (Lord of the Fans) ... önmaga
- 2002 – Futurama sorozat ... önmaga
- 2001 – Atlantisz – Az elveszett birodalom (Atlantis – The Lost Empire) ... Kashekim Nedakh "Atlantis királya" (szinkronhang)
- 2001 – Becker sorozat ... Emmett Fowler professzor
- 1998 – Szép új világ (Brave New World) ... Mustapha Mond
- 1997 – Dávid (David) ... Sámuel próféta
- 1997 – Trekkerek (Trekkies) ... önmaga
- 1995 – Végtelen határok sorozat ... Thurman Cutler
- 1994 – Támadás Bonanza ellen (Bonanza: Under Attack) ... Frank James
- 1994 – Reszkessetek, nem hagyom magam! (The Pagemaster) ... Dr. Jekyll / Mr. Hyde (szinkronhang)
- 1993-1997 – A Simpson család sorozat ... önmaga
- 1991 – Sose bocsáss meg! (Never Forget)
- 1991 – Star Trek VI: A nem ismert tartomány (Star Trek VI: The Undiscovered Country) ... Spock kapitány
- 1989 – Star Trek V: A végső határ (Star Trek V: The Final Frontier) ... Mr. Spock
- 1986 – Transformers – The Movie (The Transformers) ... Galvatron (szinkronhang)
- 1986 – Star Trek IV: A hazatérés (Star Trek IV: The Voyage Home) ... Mr. Spock
- 1984 – Star Trek III: Spock nyomában (Star Trek III: The Search for Spock) ... Spock kapitány
- 1983 – Marco Polo ... Achmet
- 1982 – A Woman Called Golda ... Morris Meyerson
- 1982 – Star Trek II: Khan haragja (Star Trek II: The Wrath of Khan) ... Mr. Spock
- 1981 – Vincent ... Theo Van Gogh
- 1980 – Seizure: The Story of Kathy Morris ... Dr. Richard Connought
- 1979 – Star Trek: Csillagösvény (Star Trek: The Motion Picture) ... Mr. Spock
- 1978 – A testrablók támadása (Invasion of the Body Snatchers)
- 1975 – The Missing Are Deadly ... Dr. Durov
- 1973 – Bizalmi állásban ... Mitch
- 1973 – Columbo – Gyilkosság a műtőasztalon (Columbo: A Stitch in Crime) ... Dr. Barry Mayfield
- 1972 – Night Gallery sorozat ... Henry Auden
- 1971 – Catlow ... Miller
- 1969-1971 – Mission: Impossible sorozat ... Paris / Emil Vautrain
- 1967 – Valley of Mystery ... Spence Atherton
- 1966-1969 – Star Trek sorozat ... Mr. Spock
- 1966 – A balfácán sorozat ... Stryker
- 1965 – Death Valley Days sorozat ... Yellow Bear
- 1964 – The Outer Limits sorozat ... Judson Ellis / Konig
- 1963 – Az erkély (The Balcony)
- 1962 – Sam Benedict sorozat ... Joe Shatley
- 1962 – Laramie sorozat ... Rix Catlin
- 1961-1966 – Gunsmoke sorozat
- 1960 – Bonanza sorozat ... Freddy
- 1960 – Lock Up sorozat ... Nino Baselicce
- 1959 – 26 Men sorozat ... Blake Larson / Toke Shaw
- 1959 – Steve Canyon sorozat ... Irányítótorony tiszt
- 1958 – The Brain Eaters ... Cole professzor
- 1958 – Harbor Command sorozat ... Fred Garrison
- 1957-1958 – Highway Patrol sorozat ... Ray / Harry Wells
- 1956-1957 – West Point sorozat ... Cadet Tom Kennedy / Tom Kennedy
- 1956 – The Man Called X sorozat
- 1956 – Navy Log sorozat ... Steve Henderson
- 1955 – Your Favorite Story sorozat
- 1954 – Hangyák (Them) ... őrmester
- 1953 – Old Overland Trail ... Chief Black Hawk
- 1952 – Kid Monk Baroni ... Paul 'Monk' Baroni
- 1951 – Rhubarb ... fiatal baseball játékos
- 1951 – Queen for a Day ... műugró szegmens

## Rendezői filmográfia
- Star Trek III: Spock nyomában (1984)
- Star Trek IV: A hazatérés (1986)
- Három férfi és egy bébi (1987)
- The Good Mother (1988)
- Funny About Love (1990)
- Bankrabló a feleségem (1994)

## Érdekességek
- Nimoy ötletein alapul a Star Trek-beli vulcani nép két jellegzetessége, a köszönés („Hosszú és eredményes életet”) és az ezt kísérő kézjel (ami először az eredeti sorozat második évadjának nyitóepizódjában látható, és egy áldáshoz használt kéztartáson alapul, amit Nimoy gyermekként látott a zsinagógában), valamint a vulcani idegfogás (amellyel az ellenfél elkábítható; Nimoy úgy érezte, a szereplőhöz nem illik az erőszak, és egy olyan jelenethez találta ki az idegfogást, melyben eredetileg karateütéssel kellett volna legyőznie ellenfelét).
- „Mr. Spock” Nimoy és „Kirk kapitány” Shatner kapcsolata katasztrofálisan rossz volt az eredeti sorozat forgatása alatt, állandó veszekedésük megmérgezte a légkört a forgatáson. A mozifilmek idejére viszont kibékültek. Shatner ugyanúgy utálta, hogy a rajongói azonosítják a csillaghajós szerepével, mint Nimoy.
- Nimoy vegetáriánus, akárcsak Spock.
- Fia, Adam rendezte a Végtelen határok-nak azt a részét, amelyben Nimoy szerepel.
- Nimoy kiváló fotóművész volt, több kiállítást is rendezett képeiből. 2002-ben jelent meg Shekhina című albuma, amely a zsidó hagyománnyal, misztikával kapcsolatos művészi fotóinak gyűjteménye. Emellett több verseskötete is megjelent.
- 1966-ban a Star Trek első évadjáért epizódonként 1250 dollár volt a fizetése.